# Johan Rosenhane (1642–1710)
Johan Rosenhane, född 16 mars 1642 i Stockholm, död 3 september 1710 i Wismar i Tyskland, var en svensk friherre och ämbetsman. Han var friherre till Ikalaborg och herre till Tistad i Bärbo och Marieberg i Björkvik i Södermanland. Genom köp 1689 blev han också ägare till Löfsund i Runtuna socken. Efter sin faster Märtas död 1702 fick han dessutom ärva Nynäs gård i Visnums-Kils socken i Värmland. Han var son till riksrådet Schering Rosenhane och dennes hustru Beata Sparre af Rossvik, 1618-1672.

## Karriär i statens tjänst

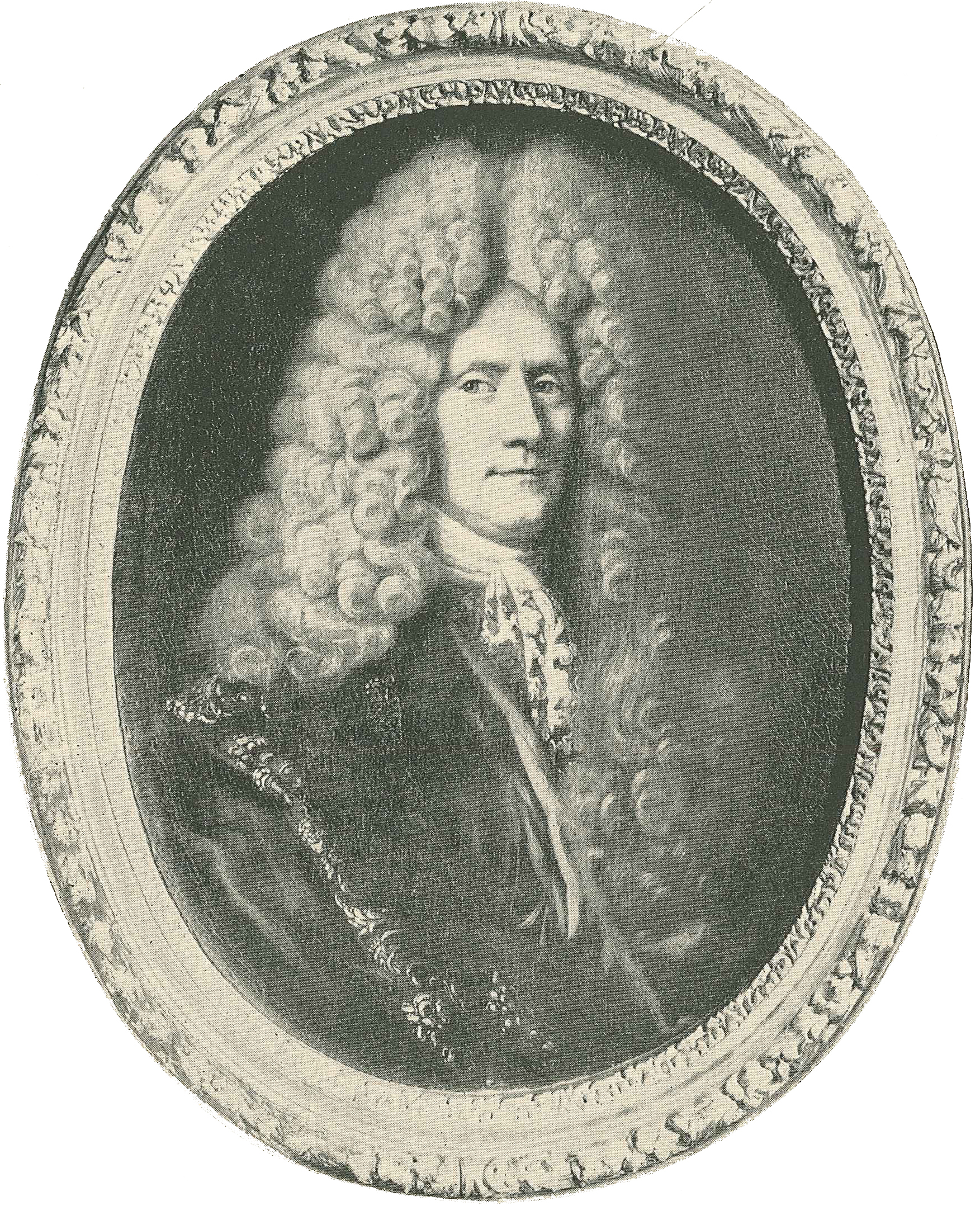
Johan Rosenhane senare i livet, porträtterad av David von Krafft.

Johan Rosenhane började studera i Uppsala 1651 och genomförde utrikesresor 1660-1663. Han blev assessor i kommerskollegium 1665 och ledamot av en kommission till Göteborg och Wismar 1667. År 1671 förordnades han att reglera nederlagsverket i Göteborg. Han blev hovmarskalk hos änkedrottningen Hedvig Eleonora 1673 och ordförande i granskningskommissionen över regeringens förvaltning 1675. År 1680 blev Rosenhane ledamot av kommissionen över kammarkollegii förvaltning. Han blev president i Wismarska tribunalet 1686  och ambassadör i Berlin från december 1704 till 1707.

## Familj
- Johan Rosenhane gifte sig första gången 1677 på Strömsholm med hovfröken hos änkedrottningen, friherrinnan Christina Wrangel af Lindeberg, 1644-1682.
- Andra gången 1687 med sin första hustrus kusin, friherrinnan Märta Sparre, 1651-1700. Hon var dotter till generalen, friherre Carl Larsson Sparre, 1627-omkring 1701. Genom Märta, och tidigare genom hennes mor Maria Bååt, kom gården Marieberg i Rosenhanes ägo.
- Tredje gången 1701 i Stockholm med grevinnan Catharina Eleonora Lillie, död i Wismar 1704.
- Fjärde gången 1706 med grevinnan Eleonora Christina Oxenstierna af Korsholm och Wasa, född 1674 och död i Stockholm 1715. Hon var dotter till greve Bengt Gabrielsson Oxenstierna, 1623-1702, bland många ämbeten även Johan Rosenhanes föregångare på posten som president i Wismarska tribunalet.

Det enda barnet föddes i det första äktenskapet 1682. Det var dottern Christina som avled av kopporna i Wismar 1704. Johan Rosenhane ligger begravd i Björkviks kyrka tillsammans med sina fyra fruar och sin dotter.
I arvet efter Johan Rosenhane fördelades gårdarna så att hans äldre bror Axels son, generalmajoren Göran Gustaf, erhöll Marieberg och Nynäs medan hans yngre bror Fredriks son, generalmajoren Schering Rosenhane blev herre till Tistad. Löfsund ärvdes av syster Magdalenas son, översten friherre Bengt Horn af Rantzien.